# Acrefeo
Acrefeo (en griego Ἀκραιφεύς) era, en la mitología griega, hijo de Apolo. Según Esteban de Bizancio, se le atribuyó la fundación de la ciudad de Acrefia, en Beocia, cerca de donde el río Cefiso desemboca en el lago Iliki. En Acrefia, los fieles a Apolo le conocían con el epíteto de Acraephius-Akraiphios o Acraephiaeus-Akraiphiaios. En otra versión se llama Acrefen, es hijo de Orión y fue el que le reveló la profecía a Asopo de que sus hijas serían raptadas por los dioses y darían a luz una estirpe de héroes. Acrefeo también podría haber sido, con Euxipe, padre de Ptoo.